# Persone di cognome Tosi
| Questa pagina contiene informazioni ricavate automaticamente dalle voci biografiche con l'ausilio del template Bio e di un bot. L'aggiornamento è periodico e automatico e ricostruisce completamente la pagina. Se manca una persona in questa lista, sei pregato di non aggiungerla, ma accertati piuttosto che la sua voce biografica contenga il template Bio e che i dati anagrafici siano correttamente compilati. Se il template Bio manca, inseriscilo tu stesso o, in alternativa, metti l'avviso {{tmp\|Bio}} che ne segnala la mancanza. Se i dati riportati sono sbagliati, correggi direttamente la voce biografica; le modifiche saranno visibili in questa lista entro pochi giorni. Per chiarimenti vedi il progetto biografie. La lista contiene solo le 44 persone che sono citate nell'enciclopedia e per le quali è stato implementato correttamente il template Bio. Pagina aggiornata al 3 nov 2022. |

Questa è una lista di persone presenti nell'enciclopedia che hanno il cognome Tosi, suddivise per attività principale.

## Archeologi(1)
- Maurizio Tosi, archeologo e scrittore italiano (Zevio, n.1944 - Ravenna, † 2017)

## Attori(2)
- Luigi Tosi, attore italiano (Verona, n.1915 - Roma, † 1989)
- Matteo Tosi, attore e sceneggiatore italiano (Rovigo, n.1970)

## Attori pornografici(1)
- Ettore Tosi, attore pornografico, regista e produttore cinematografico italiano (Mormanno, n.1976)

## Biologi(1)
- Guido Tosi, biologo, zoologo e divulgatore scientifico italiano (Busto Arsizio, n.1949 - Formazza, † 2011)

## Calciatori(7)
- Alessandro Tosi, calciatore sammarinese (Città di San Marino, n.2001)
- Domenico Tosi, calciatore italiano (Formigine, n.1924 - Formigine, † 1979)
- Giovanni Tosi, calciatore italiano
- Giuseppe Tosi, calciatore italiano (Vercelli, n.1900 - Legnano, † 1981)
- Luca Tosi, calciatore sammarinese (Rimini, n.1992)
- Rodrigo Tosi, ex calciatore brasiliano (Curitiba, n.1983)
- Umberto Tosi, calciatore italiano (Milano, n.1915)

## Cantautori(1)
- Stefano Tosi, cantautore italiano (Pistoia, n.1959)

## Cardinali(1)
- Eugenio Tosi, cardinale e arcivescovo cattolico italiano (Busto Arsizio, n.1864 - Milano, † 1929)

## Cestisti(1)
- Stefano Tosi, ex cestista italiano (Livorno, n.1966)

## Ciclisti su strada(1)
- Angelo Tosi, ex ciclista su strada e ciclocrossista italiano (Casalpusterlengo, n.1964)

## Compositori(2)
- Giuseppe Felice Tosi, compositore e organista italiano (Bologna, n.1619 - Bologna, † 1693)
- Matteo Tosi, compositore e direttore di coro italiano (Rimini, n.1884 - Rimini, † 1959)

## Costumisti(1)
- Piero Tosi, costumista e insegnante italiano (Sesto Fiorentino, n.1927 - Roma, † 2019)

## Direttori della fotografia(1)
- Mario Tosi, direttore della fotografia italiano (Roma, n.1942 - Roma, † 2021)

## Dirigenti sportivi(1)
- Doriano Tosi, dirigente sportivo italiano (Sorbolo, n.1953)

## Discoboli(1)
- Giuseppe Tosi, discobolo e attore italiano (Borgo Ticino, n.1916 - Roma, † 1981)

## Egittologi(1)
- Mario Tosi, egittologo italiano (Torino, n.1926 - Mondovì, † 2014)

## Fisici(1)
- Giampiero Tosi, fisico italiano (Novara, n.1937)

## Fotografi(1)
- Libero Tosi, fotografo e pittore italiano (Guastalla, n.1902 - Parma, † 1988)

## Gesuiti(1)
- Pasquale Tosi, gesuita e missionario italiano (Santarcangelo di Romagna, n.1837 - Juneau, † 1898)

## Giuristi(1)
- Silvano Tosi, giurista, docente e giornalista italiano (Firenze, n.1926 - Forte dei Marmi, † 1987)

## Ingegneri(1)
- Franco Tosi, ingegnere, imprenditore e politico italiano (Villa Cortese, n.1850 - Legnano, † 1898)

## Militari(2)
- Alessandro Tosi, militare e ingegnere italiano (Modena, n.1866 - Roma, † 1936)
- Carlo Tosi, ufficiale, aviatore e avvocato italiano (Busto Arsizio, n.1894 - Courmayeur, † 1956)

## Pallavolisti(1)
- Federico Tosi, pallavolista italiano (Pietrasanta, n.1991)

## Patrioti(1)
- Antonio Tosi, patriota italiano (Milano, n.1828 - Livorno, † 1906)

## Pittori(2)
- Arturo Tosi, pittore italiano (Busto Arsizio, n.1871 - Milano, † 1956)
- Giuseppe Antonio Tosi, pittore italiano (Oleggio, n.1671 - † 1764)

## Poeti(1)
- Max Tosi, poeta italiano (Villanova Marchesana, n.1913 - Merano, † 1988)

## Politici(2)
- Enrico Tosi, politico italiano (Busto Arsizio, n.1906 - Busto Arsizio, † 1962)
- Flavio Tosi, politico italiano (Verona, n.1969)

## Registi(2)
- Guido Tosi, regista e autore televisivo italiano (Busto Arsizio, n.1944)
- Virgilio Tosi, regista e divulgatore scientifico italiano (Milano, n.1925)

## Scrittori(1)
- Ina Tosi, scrittrice italiana (Asola, n.1879 - Asola, † 1967)

## Sollevatori(1)
- Fausto Tosi, ex sollevatore italiano (Verona, n.1962)

## Soprani(1)
- Adelaide Tosi, soprano italiano (Milano, n.1800 - Napoli, † 1859)

## Vescovi cattolici(1)
- Luigi Tosi, vescovo cattolico italiano (Busto Arsizio, n.1763 - Pavia, † 1845)

## Senza attività specificata(1)
- Pier Francesco Tosi,  e compositore italiano (Cesena, n.1654 - Faenza, † 1732)